# Corryocactus
Corryocactus es un género de plantas suculentas perteneciente a la familia Cactaceae, dentro de la tribu Pachycereeae. Contiene 15 especies aceptadas y anteriormente estaba incluido en la tribu Notocacteae. 

## Descripción
Las especies de este género son arbustos suculentos que se ramifican fuertemente desde la base. Los  tallos suelen tener un grosor de 2 a 5 cm, aunque hay especies que llegan a medir de 10 a 15 cm de diámetro. En el caso de las especies de porte pequeño, los brotes se mantienen erguidos. En cambio, en las especies de brotes largos, normalmente éstos se tumban con los extremos erguidos, trepan por la vegetación acompañante o primero se mantienen erguidos y luego cuelgan. Sus raíces suelen ser fibrosas, aunque en ocasiones tienen forma de nabo.
Las costillas, que suelen ser de 4 a 6 (o incluso 10), están hinchadas hacia las areolas, formando una joroba alrededor de ellas. Las areolas son muy espinosas, donde las espinas centrales más largas miden normalmente entre 3 y 5 cm, a veces hasta 15 cm (o incluso ocasionalmente hasta 25 cm) de largo.
Las flores se abren durante el día, tienen tubos cortos y miden de 2 a 10 cm de diámetro. El color de los pétalos varía del amarillo al naranja o incluso rojo. Después de la fecundación se forman frutos espinosos, en su mayoría esféricos, de 3 a 10 cm de diámetro. Contienen en su interior una pulpa jugosa con semillas de color marrón oscuro a negro.

## Distribución
El área de distribución nativa de este género es el sur de Perú, Bolivia y el norte de Chile. La mayoría de las especies crecen en altitudes entre 2000 y 3000 metros sobre el nivel del mar, aunque algunas también crecen en tierras bajas o alcanzan altitudes de hasta 4000 metros.

## Taxonomía
El género fue descrito por los botánicos estadounidenses Nathaniel Lord Britton y Joseph Nelson Rose y publicado en el libro The Cactaceae; descriptions and illustrations of plants of the cactus family  2: 66 en el año 1920.
Etimología
Corryocactus: nombre genérico otorgado en honor a Thomas Avery Corry (1862-1942), quien como ingeniero de la compañía ferroviaria peruana Ferrocarril del Sur, ayudó a descubrir las plantas. De hecho, las primeras tres especies conocidas del género crecían cerca de la recién construida vía férrea. Además, la terminación cactus es un término latino que alude a las plantas del género Cactaceae.

## Especies aceptadas
Actualmente, el género Corryocactus consta de 15 especies aceptadas según Plants of the World Online (POWO):
| Imagen | Nombre científico                                                                           | Distribución                 |
| ------ | ------------------------------------------------------------------------------------------- | ---------------------------- |
|        | Corryocactus apiciflorus (Vaupel) Hutchison                                                 | Perú                         |
|        | Corryocactus aureus (Meyen) Hutchison                                                       | Perú                         |
|        | Corryocactus ayacuchoensis Rauh & Backeb.                                                   | Perú                         |
|        | Corryocactus ayopayanus Cárdenas                                                            | Centro de Bolivia            |
|        | Corryocactus brachypetalus (Vaupel) Britton & Rose                                          | Perú                         |
|        | Corryocactus brevistylus (K.Schum. ex Vaupel) Britton & Rose                                | Sur de Perú y norte de Chile |
|        | Corryocactus chachapoyensis Ochoa & Backeb. ex D.R.Hunt                                     | Perú                         |
|        | Corryocactus dillonii A.Pauca & Quip.                                                       | Perú                         |
|        | Corryocactus erectus (Backeb.) F.Ritter                                                     | Perú                         |
|        | Corryocactus melanotrichus (K.Schum.) Britton & Rose                                        | Bolivia                      |
|        | Corryocactus pulquinensis Cárdenas                                                          | Este de Bolivia              |
|        | Corryocactus quadrangularis (Rauh & Backeb.) F.Ritter ex D.R.Hunt, N.P.Taylor & G.J.Charles | Perú                         |
|        | Corryocactus serpens F.Ritter                                                               | Perú                         |
|        | Corryocactus squarrosus (Vaupel) Hutchison                                                  | Perú                         |
|        | Corryocactus tarijensis Cárdenas                                                            | Bolivia                      |